# موخاستاته
موخاستاته (به لاتین: Mukhaestate) یک منطقهٔ مسکونی در گرجستان است که در شهرداری کبولتی واقع شده‌است. موخاستاته ۲٬۰۴۵ نفر جمعیت دارد و ۶۰ متر بالاتر از سطح دریا واقع شده‌است.